# Erotische Literatur

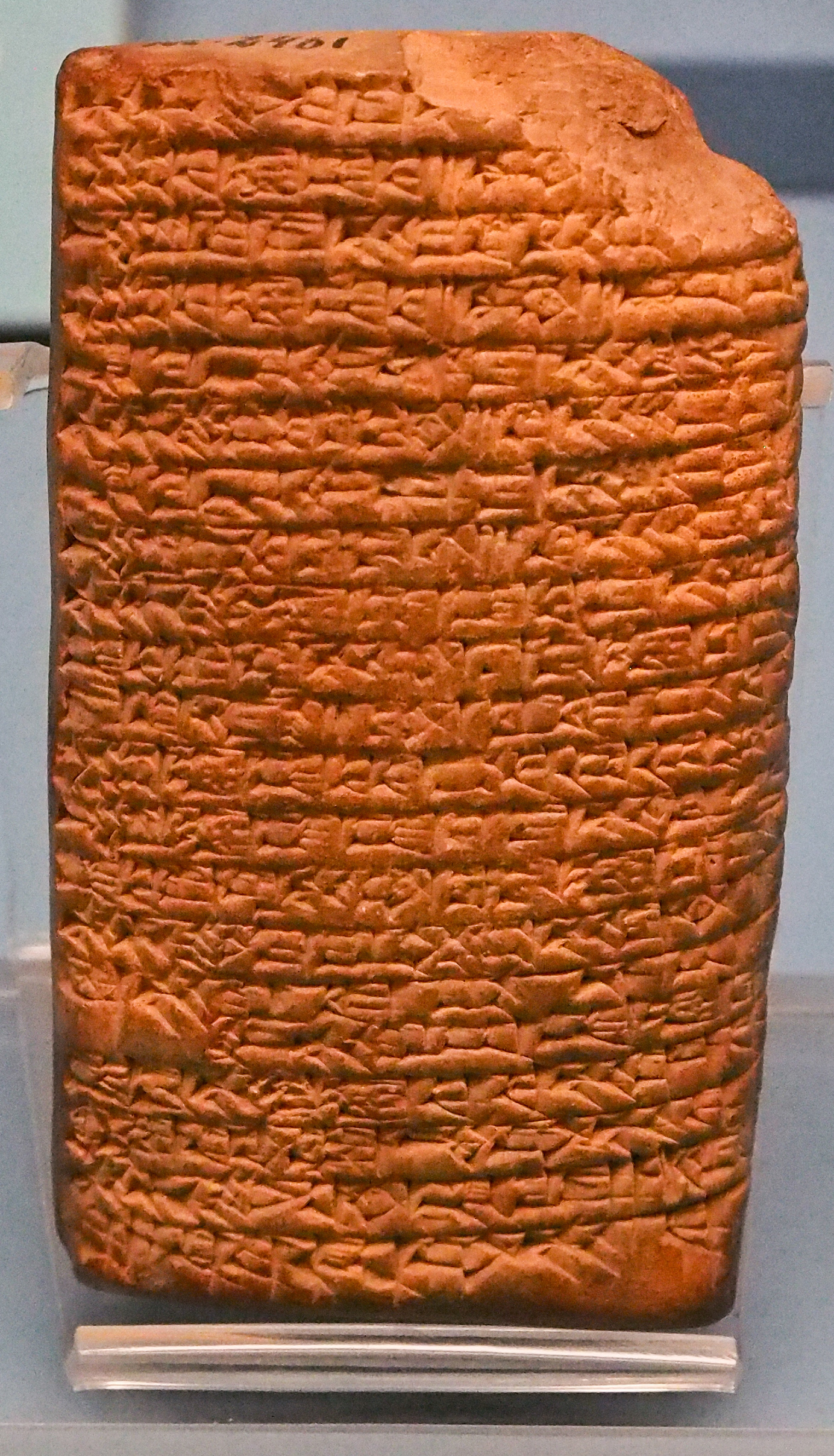
Tontafel mit sumerischem Liebesgedicht aus dem 3. Jahrtausend v. Chr.

Als erotische Literatur im weiteren Sinn bezeichnet man Literatur, deren Sujet die Darstellung erotischer bzw. sexueller Beziehungen ist. Dieser Begriff der erotischen Literatur anhand ihres Gegenstandes macht erotische Literatur zu einem Oberbegriff zu verschiedenen Formen und Gattungen. Dazu gehören dann beispielsweise die Liebesdichtung sowohl wie die Pornografie, wobei gelegentlich zwischen erotischer Literatur und Pornografie nicht unterschieden wird.
Es ist aber auch verbreitet, in einem Spektrum zwischen hochliterarischen Formen wie etwa der antiken oder barocken Liebesdichtung auf der einen Seite und der industriell produzierten Pornografie auf der anderen Seite der erotischen Literatur eine Mittelstellung zuzuweisen. Dabei grenzt sich die erotische Literatur von der Liebesdichtung und der literarischen Darstellung von Liebesbeziehungen durch eine direktere und freiere Darstellung von Sinnlichkeit und Körperlichkeit ab. Von der Pornografie würde die erotische Literatur sich dann dadurch unterscheiden, dass sie die dort übliche Reduktion der Figuren auf Stereotypen und die Beschränkung des Inhalts auf eine Aneinanderreihung von Sexszenen vermeidet.
Eine derartige Begriffsbildung kann aber kritisiert werden, wenn sie die historisch und kulturell ganz unterschiedlichen Verwendungsformen insbesondere des Begriffs der „Pornografie“ ignoriert.
Oft werden auch in ihrer Darstellung von Sexualität durchaus explizite und auf die sexuelle Erregung des Leser abzielende Werke, um sie vom Odium der „Pornografie“ zu befreien, euphemistisch als „erotische Literatur“ bezeichnet, gehoben spricht man auch von Erotika (Singular Erotikon).
Eine weitere Einengung ergibt sich, wenn man erotische Literatur als Genrebezeichnung verwendet, also als Gruppe von Werken, die durch bestimmte Konventionen, Lesererwartungen und Vertriebsformen geprägt ist. Während es für erotische Literatur im weiteren Sinn Beispiele seit den Anfängen der Literatur überhaupt gibt, entsteht die erotische Literatur als Genre im 18. Jahrhundert in Frankreich und England. Aus dieser Wurzel entstehen in der Moderne eine große Zahl von Subgenres, etwa der sogenannte Bodice Ripper als (häufig im georgianischen England angesiedelte) historisch-erotische Romanform oder die fingierte erotische Autobiografie, deren bekanntestes Beispiel der 1906 erschienene Roman Josefine Mutzenbacher ist. Dazu gibt es vor allem im Bereich der Pornografie eine große Zahl von Subgenres entsprechend den diversen sexuellen Orientierungen, Präferenzen und Fetischismen, mit Großprovinzen wie etwa der schwulen Pornografie oder der sadomasochistischen Literatur.
Und drittens gibt es Werke, bei denen Sexualität zwar eine mehr oder minder erhebliche Rolle spielt, bei denen man aber nicht sagen kann, dass Sexualität und Erotik ihr Sujet seien – geschweige denn, dass sie irgendwelche Genrekonventionen erfüllen. Dennoch werden sie zu Klassikern der erotischen Literatur gezählt und in entsprechenden Reihen immer wieder veröffentlicht. Besonders Werke der antiken Literatur zählen zu dieser Gruppe. Man kann zum Beispiel von Ovids Metamorphosen nicht sagen, dass er Erotik zum Thema hätte, obwohl Sexualität eine beträchtliche Rolle spielt. Dennoch wurden die Metamorphosen vom Mittelalter bis in die Neuzeit immer wieder als erotischer Text gelesen – und dienten tausendfach als Vorlage für Werke der bildenden Kunst, erlaubten sie doch die sonst weitgehend verpönte Darstellung nackter Körper. Hier hat man also neben dem erotischen Werk per Sujet und dem erotisch-pornografischen Genretext den erst retrospektiv erotisch wirkenden Text. Dieser Umstand erlaubte es auch, bei Werken, die weder von Sujet noch Genre als „erotisch“ zu klassifizieren wären, von „erotischer Literatur“ zu sprechen, also auch von einer „erotischen Literatur der Antike“ statt lediglich von „Erotik und Sexualität in der antiken Literatur“, wobei natürlich nie vergessen werden darf, dass solche Klassifizierung weitgehend retrospektiv ist.
Die Literarizität erotischer Literatur ist wie bei der Pornografie oft bestritten worden. Einen wichtigen Beitrag zu dieser Diskussion lieferte Susan Sontag mit ihrem 1967 verfassten Essay The Pornographic Imagination.
Die Schriften, die sich um eine Definition von Pornographie bzw. um die Unterscheidung von erotischer Literatur und Pornographie bemühen, füllen Bibliotheken. In der Folge soll zwischen erotischer Literatur und Pornographie nicht weiter unterschieden werden, da es hier um ein Teilgebiet der Literatur geht, demgegenüber ist „Pornographie“ ein von rechtlichen Auseinandersetzungen bzw. von Formen des Literaturvertriebs bzw. von Lesererwartungen geprägter Begriff. Das heißt, wenn ein Buch von der Bundesprüfstelle indiziert, unter dem Ladentisch verkauft und durch seine Aufmachung beim Käufer die Erwartung weckt, dass der Text als Vorlage für Masturbationsphantasien geeignet ist, dann kann man das Buch als Pornographie bezeichnen. Über die Literarizität sagt das nichts aus. Aus dem gleichen Grund soll auf die Geschichte der Zensur erotischer Literatur nur dort eingegangen werden, wo Zensurbemühungen für die Rezeption einzelner Werke relevant wurden, wie etwa bei den Werken von D. H. Lawrence und Henry Miller.

## Geschichte der erotischen Literatur

### Altertum
Beispiele zu Literatur, deren Gegenstand Erotik und Sex ist, gibt es seit den Anfängen. Bereits in den ältesten Überlieferungen finden sich Texte mit ausgeprägt erotischem Inhalt, so etwa in den sumerischen Keilschrifttexten, zum Beispiel das Liebeslied einer Frau auf Schusuena von Ur III, datiert vom Ende des 3. Jahrtausends v. Chr., bekannter noch im Gilgamesch-Epos die „Zähmung“ von Enkidu durch die Hure. Soviel lässt sich sagen. Im Detail aber beginnen die Schwierigkeiten. Insbesondere bei den sumerischen Texten ist das Verständnis der Sprache teilweise nicht weit genug fortgeschritten, da das Sumerische nicht wie das Akkadische eine semitische Sprache ist, sondern keiner anderen Sprache ähnelt. Analogieschlüsse wie im Akkadischen sind daher nicht möglich. Hinzu kommen die Ambivalenzen des Keilschriftsystems, die ein Verständnis erschweren.
Und schließlich fehlt im Allgemeinen der Kontext. Es fällt schwer, Worte und Texte einzuordnen. „Vulva“ und „Fotze“ bezeichnen dasselbe, das eine fachsprachlich-medizinisch, das andere derb. Im Deutschen können wir solche Nuancen und Sprachebenen unterscheiden, bei sumerischen Texten dagegen nicht. Und auch den sachlichen Kontext einzuordnen fällt oft schwer. Wir können nicht sicher sagen, ob ein Text von einer mythischen Begegnung eines Gottes mit einer Göttin, von einem von Priestern und Priesterinnen vollzogenen Ritual einer heiligen Hochzeit oder schlicht von einer sexuellen Begegnung spricht. Ein bekanntes Beispiel solcher Einordnungsschwierigkeit ist das Hohelied Salomos in der Bibel, das in einer traditionellen Interpretation von der Liebe Gottes zu seinem auserwählten Volk beziehungsweise von der Liebe Christi zur Kirche als seiner Braut spricht, der nüchternen Geist der Aufklärung dagegen sah darin eine Sammlung hebräischer Liebeslyrik.
Eine weitere Quelle der Verwirrung sind die verschiedenen Schichten der Rezeption von Texten des Altertums und der Antike. Im Beispiel der Rezeption der mesopotamischen Literaturen beginnt das mit der Wahrnehmung babylonischer Sitten in der Antike, etwa der babylonischen Tempelprostitution bei Herodot, dann der „Hure Babylon“ in der Offenbarung des Johannes, was eine Wahrnehmung dieser Kulturen im Christentum begründete, in der „Babylon“ zum Inbegriff sexueller Freizügigkeit und Lasterhaftigkeit wurde, was es Luther erlaubte, die „Hure Babylon“ als Metapher für das als sittlich verkommen wahrgenommene Papsttum zu verwenden. Aber auch die Rezeption dieser Texte durch die neuzeitliche Wissenschaft färbte die Wahrnehmung. So führte der ungeheure Einfluss von James Frazers Golden Bough ab 1890 dazu, dass jeder Text, in dem irgendwo von Inanna und Dumuzi die Rede war, als Beschreibung einer „heiligen Hochzeit“ gelesen wurde. Und schließlich darf nicht vergessen werden, dass „Sexualität“, „Erotik“ und mithin „erotische Literatur“ moderne Begriffsprägungen sind, die als Konzepte in Altertum und Antike schlicht nicht existierten. Ob es zum Beispiel sinnvoll ist, von etwas wie „antiker Pornographie“ zu sprechen, ist spätestens seit Michel Foucoults Der Wille zum Wissen (1976) durchaus umstritten.

### Griechische und römische Antike
Zu den genannten Unsicherheiten kommen noch die durch Lücken der Überlieferung erzeugten. Das gilt selbstverständlich für die Überlieferung des Altertums, aber auch sehr wohl noch für die antiken Autoren, von deren Werken uns nur ein Bruchteil überliefert ist, was besonders für die Autoren „erotischer“ und „pornografischer“ Literatur gilt.
Wenn es also sinnvoll sein sollte, von „antiker Pornographie“ zu sprechen, so muss man feststellen, dass sich kaum etwas darüber sagen lässt, indem außer Fragmenten nichts überliefert wurde und sämtliche „einschlägigen“ Texte irgendwann in den seither vergangenen mehr oder minder dunklen Zeitaltern vernichtet wurden. Das gilt zum Beispiel für die nur in wenigen Fragmenten erhaltenen Werke des Sotades von Maroneia im 3. Jahrhundert v. Chr., Namensgeber der sogenannten sotadischen Literatur.
In Zusammenhang mit der sotadischen Literatur erscheint ein weiterer Aspekt fehlenden Kontexts. Wir kennen nämlich allenfalls in groben Zügen die Situation, in der die Werke rezipiert wurden. Dabei ist generell nicht davon auszugehen, dass erotische Texte wie heute in aller Stille gelesen wurden. Vielmehr wurden solche Texte in der Regel vorgelesen bzw. vorgetragen. Wer reich und gebildet genug war, Bücher zu besitzen, war auch wohlhabend genug, einen Vorleser zu beschäftigen. Und man war im Allgemeinen auch nicht allein. Die auch als Kinädenpoesie bezeichneten derb-sinnlichen Verse der sotadischen Literatur wurden beim Gastmahl vom Kinaidos vorgetragen, mit entsprechend mimisch-tänzerischer Begleitung, eine Aufführung, die derart obszön war, dass Kinaidos ein Synonym für liederliche Person und Päderast wurde.
Ebenfalls nicht erhalten sind die Werke der Elephantis und der Philainis, zweier griechischer Autorinnen, die zu ihrer Zeit sehr populäre Bücher über die Stellungen beim Liebesakt verfasst haben. Das mit Illustrationen versehene Buch der Elephantis galt als anstößig, wie einem Gedicht der Priapea zu entnehmen ist:
Obszöne Bilder bringt dir, dem Gott mit dem Steifen,
aus dem Büchlein der Elephantis mit und
gibt dir als Geschenk die Lalage, und sie bittet dich auszuprobieren,
ob sie zu den gemalten Stellungen die Praxis zustande bringt.
Das hinderte nicht, dass Sueton zufolge der römische Kaiser Tiberius die Stellungen der Elephantis als Vorlage für den Wandschmuck seiner Villa auf Capri verwendete. Neben diesen beiden verlorenen Ratgebern gehört zur Gruppe der belehrenden erotischen Literatur der wohl bekannteste einschlägige Text der Antike, nämlich die Liebeskunst des Ovid.
In der antiken Liebeslyrik gibt es die etablierten Formen der Ekphrasis, der poetischen Beschreibung der oder des Geliebten, sowie des Paraklausithyron, des Klagens des verschmähten Liebhabers „vor der verschlossenen Tür“ der/des Geliebten. Bekannteste Vertreterin der griechischen Liebeslyrik ist die Dichterin Sappho, bei den lateinischen Autoren sind zu nennen die Carmina des Catull und die in den Amores gesammelten erotischen Elegien des Ovid. In diesen hochliterarischen Formen werden Obszönitäten vermieden (also etwa der Gebrauch derber Vokabeln wie futuere „ficken“) und stattdessen wird euphemistisch umschrieben. Das bedeutet jedoch nicht, dass man sich inhaltlich vor sexuellen Themen und Sachverhalten irgendwie gescheut hätte.
Das Derbe mit seinen entsprechenden Ausdrücken war das Merkzeichen von Komik und Satire, zum Beispiel in den Komödien des Aristophanes, im Mimos, dem antiken Volkstheater, in den satirischen Epigrammen Martials oder den schon erwähnten, dem stets mit erigiertem Penis dargestellten Gott Priapus gewidmeten, Priapea.
Auch im antiken Roman hatten sexuelle Themen ihren Platz, prominent in zwei der bekanntesten antiken Romanen, nämlich dem Goldenen Esel des Apuleius und dem Satyricon des Petronius.
Beispiele gibt es auch in der Gattung des Epos, etwa die Metamorphosen des Ovid und die spätantiken Dionysiaka des Nonnos, in der heute dem Sadomasochismus zugerechnete Motive wie Fesselungen und Auspeitschungen eine markante Rolle spielen.

### Spätantike und Byzanz
Dass der Aufstieg der christlichen Kirche zur gesellschaftsbeherrschenden Macht in der Spätantike dem Gedeihen und der Verbreitung erotischer Literatur nicht förderlich war, darf angenommen werden. Wer aber deren Verschwinden allein dem Christentum zuschreibt, übersieht dabei, dass auch die heidnische Philosophie der Zeit in weiten Teilen von durchaus weltabgewandten und leibfeindlichen Strömungen beherrscht war. Das gilt besonders für den Neuplatonismus, dessen Vertreter die christlichen Theologen an Weltfeindlichkeit ohne weiteres übertrafen.
Während die christliche Theologie eher widerwillig zugestand, dass der Erlösung suchende Mensch auf eine gewisse Leiblichkeit vorerst nicht verzichten kann, sahen die Neuplatoniker in der Materie das Urübel schlechthin, den Inbegriff der Unreinheit und in der Welt die unterste Seinsebene, von der sich der Philosoph zügig zu entfernen habe. Eine weitere Glaubensrichtung war die Gnosis mit Wurzeln sowohl in Christentum, östlichen Lehren als auch in antiker Philosophie, bei der in verschiedenen Ausprägungen die materielle Welt als Schöpfung des bösen Weltprinzips galt, dem der Mensch möglichst entkommen soll, so etwa im Manichäismus. So sehr die philosophisch-religiösen Hauptströmungen der Spätantike einander ablehnten und bekämpften, so vereint waren sie in ihrer Welt- und Leibfeindlichkeit. Nichts lag ihnen ferner als kultivierte Sinnlichkeit und die entsprechende Literatur.
Hinzu kommt, dass die Entwicklungen im Westreich einerseits und im Ostreich und später im byzantinischen Reich andererseits durchaus verschieden waren. Im Westreich verschwand letztlich nicht nur die erotische Literatur, sondern die Literatur überhaupt, zusammen mit den Lesern und der Lesefähigkeit bei den Allermeisten. Hier verstummt die antike Literatur und aus den folgenden Jahrhunderten ist kaum etwas überliefert. Das heißt selbstverständlich nicht, dass es bei den auf dem Boden und in den Randgebieten des römischen Reiches entstehenden Kulturen keine Liebesdichtung oder derberes gegeben hätte, es ist nur davon nichts überliefert.
In einer der letzten (erhaltenen) erotischen Dichtungen der lateinischen Antike besingt der Dichter Ausonius, ein hoher gallo-römischer Beamter, in einem Zyklus von „Liebesgedichten an die blauäugige, blonde Germanin“ seine Liebe zu Bissula, einer alamannischen Kriegsgefangenen.
Im Ostreich und in Byzanz, auch wenn wie gesagt christliche Theologie und Philosophie was das Inhaltliche betraf der heidnischen Literatur ablehnend gegenüberstanden, so war man doch stolz auf die klassische Bildung, die Paideia, was ein Eliminieren oder Verschwinden der heidnischen Klassiker dauerhaft verhinderte. Dies betraf nicht nur die Werke von Homer, sondern auch solche wie den Roman Aithiopiká des Heliodoros von Emesa oder die oben schon erwähnten Dionysiaka des Nonnos. Eben dieser Nonnos hat neben den heidnisch-schwülen Dionysiaka auch eine Paraphrase des Johannes-Evangeliums geschrieben. In der Literatur konnten Christentum und Heidentum in Byzanz also relativ problemlos koexistieren und Sinnlichkeit und Erotik wurden nicht beanstandet, sofern sie in klassische Mythen und Hexameter verpackt waren.
Im 10. Jahrhundert dann begann eine Zeit, in der man unabhängig vom Inhalt alles noch aus früheren Zeiten Erhaltene zu sammeln und zu bewahren suchte – Paul Lemerle spricht vom „Enzyklopädismus des 10. Jahrhunderts“ –, man sammelte und kopierte also auch mehr oder minder schlüpfrige Romane und erotische Epigramme – und wenn bewertet wurde, dann nach philologischen Kriterien oder literarischer Qualität und kaum nach moralischen Maßstäben. So nahm etwa Konstantinos Kephalas, der oberster geistliche Würdenträger am byzantinischen Kaiserhof, in seine umfassende Sammlung von Epigrammen auch die Gedichte des Straton von Sardis über die Knabenliebe mit auf. Diese Sammlung bildete dann den Grundbestand der Anthologia Palatina, der bedeutendsten Sammlung griechischer Epigrammatik.
Weitere hier zu nennende Autoren sind im 5. Jahrhundert Kolluthos, der als (wesentlich zahmerer) Nachahmer des Nonnos einen Raub der Helena in Hexametern verfasste, außerdem Aristainetos, Verfasser einer Sammlung von 50 erotischen Briefen, in denen Huren und Ehefrauen ganz ähnliche Probleme haben, nämlich wie man unangekränkelt von irgendwelchen moralischen Bedenklichkeiten das Objekt der Begierde zielstrebig erobert.
Autoren des 6. Jahrhunderts sind Paulos Silentiarios und Agathias. Beide schrieben erotische Epigramme, von denen einige in der Anthologia Graeca erhalten sind.
Im 12. Jahrhundert erscheint dann noch eine Gruppe von vier Liebesromanen, die sich eng an antike Vorbilder anlehnen. Es sind dies:
- Theodoros Prodromos Rhodanthe und Dosikles,
- Eustathios Makrembolites Hysmine und Hysminias,
- Konstantin Manasses Aristandros und Kallithea und
- Niketas Eugenianos Drosilla und Charikles.

Vom erotischen Gehalt eher harmlos, ist bei diesen auffällig, wie schnell und geradezu unvermittelt die Liebenden dem Bann des Gottes Eros verfallen. Ein Blick genügt, man entbrennt in Liebe, was eine Flucht des Liebespaares erfordert, was wiederum zu den aus den älteren Werken bekannten schweren Schicksalen führt (Trennungen, Entführungen, Sklaverei), diese werden aber endlich alle überwunden und die Geliebte kann allen Anfechtungen ihrer Jungfräulichkeit widerstehen bis zum glücklichen Ende. Immerhin hielt man Liebesromane für ausreichend anregend, um sie als Mittel gegen Potenzstörungen zu empfehlen, so der Arzt Aëtios von Amida im 6. Jahrhundert.

### Renaissance und Frühe Neuzeit
Johann Wolfgang von Goethe schrieb nach den erotischen Erlebnissen seiner Italienreise in seinen Epigrammen neben anderen erotischen die Zeilen „Knaben liebt ich wohl auch, doch lieber sind mir die Mädchen, Hab ich als Mädchen sie satt, dient sie als Knabe mir noch.“

### Frankreich
Susan Sontag hat de Sades Die 120 Tage von Sodom (1785) als das zumindest vom Ansatz her ambitionierteste pornografische Buch bezeichnet, das je geschrieben worden ist, wobei sie de Sades Leistung darin sieht, dass dieser – primär intellektuell und weitaus weniger sensuell angetriebene – Autor systematischer und radikaler als alle anderen die Lust an der Überschreitung (des Konventionellen und Erlaubten) und damit nach Sontags Begriffen das „Obszöne“ auszuloten versucht hat.
In Frankreich erschienen auch einige weitere Werke der erotischen Literatur, darunter Die Gesänge des Maldoror von Lautréamont (1874), Drei Schwestern und dazu die Mutter von Pierre Louÿs (1926), Die Geschichte des Auges (1928) und Madame Edwarda (1941) von Georges Bataille, Geschichte der O von Anne Desclos (1954) und Das Bild von Catherine Robbe-Grillet (1956). Von Catherine Millet erschien 2001 ihr autobiografisches Buch La vie sexuelle de Catherine M. (Das sexuelle Leben der Catherine M.). Edmund White bezeichnete es als „das expliziteste Buch über Sex, das jemals von einer Frau geschrieben wurde“. Ebenso wie in de Sades Werk herrscht in all diesen Arbeiten ein zum Teil radikaler sadomasochistischer Ton vor.
Letzteres gilt nicht für den Roman Les vaisseaux du cœur (Salz auf unserer Haut), den die feministische Schriftstellerin Benoîte Groult 1988 publiziert hat. Das Werk erzählt in sehr freizügiger Darstellung von der leidenschaftlichen Liebe zwischen einer Pariser Intellektuellen und einem einfachen bretonischen Fischer.

### Großbritannien
In Großbritannien veröffentlichte D. H. Lawrence 1915 seinen Roman Der Regenbogen, dessen Thema die Unmöglichkeit war, die aus der erotischen Begegnung erwachsene Nähe und Intimität zweier Menschen auch über den Sex hinaus aufrechtzuerhalten. Die Frage, wie liebevolle menschliche Beziehungen in einer industrialisierten, durchrationalisierten Gesellschaft überhaupt existieren können, trieb ihn auch in seinem übrigen Werk um, zuletzt in dem Roman Lady Chatterley (1928). Sowohl in Der Regenbogen als auch in Lady Chatterley hatte Lawrence menschliche Erotik explizit und ausführlich dargestellt und war daraufhin jeweils in Konflikt mit der Zensurbehörde geraten.
1922 erschien in Großbritannien James Joyce’ Roman Ulysses, der als bahnbrechend für die Literatur der Moderne gilt. Das Werk wird gewöhnlich nicht der erotischen Literatur zugeordnet; die Charakterisierung zwei der Hauptfiguren dieses Romans – Gerty MacDowell und Molly Bloom – erfolgt aber weitgehend auf der Grundlage ihrer Sexualität.

### Vereinigte Staaten
Henry Miller schrieb in den 1930er und 1940er Jahren eine Reihe von Romanen, die ihren Autor als einen Vorkämpfer sexueller Befreiung auswiesen. Seine Figuren sind auf der Suche nach sich selbst; das Ausloten des Eros und die damit verbundenen Tabubrüche sind Teil eines Programms zur Befreiung des Menschen. Sein Werk Wendekreis des Krebses (1934) wurde 2015 in die Liste der 100 besten englischsprachigen Romane der britischen Zeitung The Guardian aufgenommen.
Die von Miller literarisch stark beeinflusste Anaïs Nin schrieb in den 1940er Jahren ihre Sammlung erotischer Erzählungen Das Delta der Venus (erst nach dem Tode der Autorin 1977 veröffentlicht). Der als Potboiler für einen anonymen Sammler von Erotica verfasste Band enthält neben unverblümten sexuellen Darstellungen ein hohes Maß an Poesie.
1994 hat Nicholson Baker einen erotischen Roman Die Fermate vorgelegt, dessen intellektueller, aber weit unter seinem Niveau beschäftigte Held Arno Strine es vermag, mit einem Fingerschnippen die Zeit anzuhalten. Arno, der von autoerotischen und voyeuristischen Fantasien besessen ist, nutzt seine Gabe hauptsächlich, um nichts ahnende Frauen vorübergehend auszuziehen und sie mit Sexspielzeug und pornografischem Material zu versorgen. Erlösung von seinen Obsessionen (ebenso wie der Verlust seiner „Fermatenfähigkeit“) wird er ihm erst zuteil, als er zum ersten Mal mit einer Frau, in die er sich verliebt und die alles über ihn weiß, schläft.

### Asiatische Literaturen
Herausragende, auch modern rezipierte Werke der asiatischen erotischen Literatur sind das indische Kamasutra – wahrscheinlich zwischen dem 2. Jahrhundert v. Chr. und dem 5. Jahrhundert n. Chr. verfasst – und das chinesische Hauptwerk der taoistischen Liebeskunst: Su-nü-ching (Sunü jing 素女经) – in heutiger Übersetzung und Interpretation: Das Tao der Sexualität –, das dem legendären chinesischen „Gelben Kaiser“ Huang-Ti zugeschrieben wird, der laut Überlieferung von 2697 bis 2597 v. Chr. regierte.